# Psilopa gracilis
Psilopa gracilis är en tvåvingeart som beskrevs av Dahl 1968. Psilopa gracilis ingår i släktet Psilopa och familjen vattenflugor. Inga underarter finns listade i Catalogue of Life.